# Bdelyrus boliviensis
Bdelyrus boliviensis là một loài bọ cánh cứng trong họ Bọ hung (Scarabaeidae).